# St. Hieronymus (Wachenhofen)

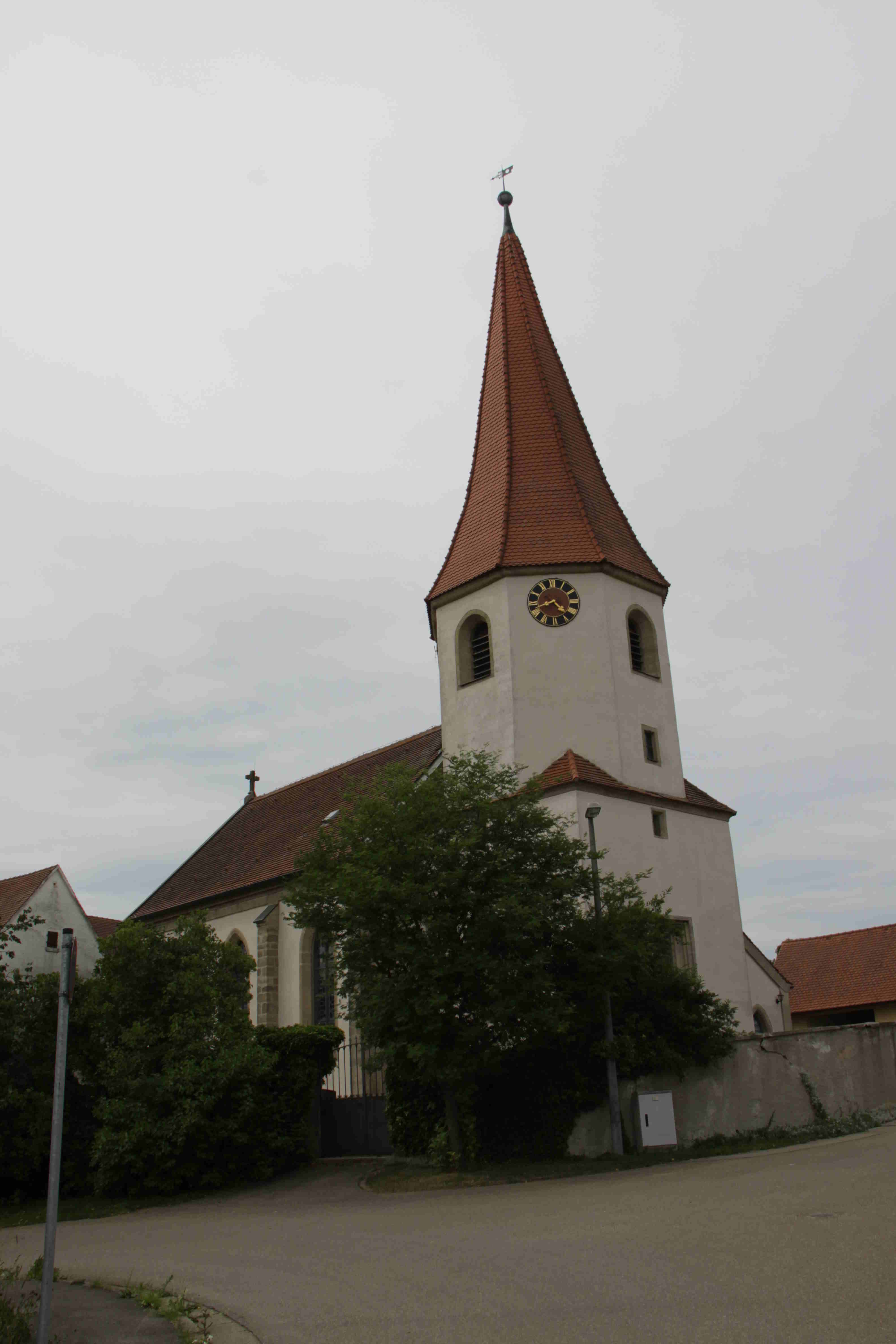
Die Kirche 2012

Die St.-Hieronymus-Kirche ist eine evangelisch-lutherische Kirche in Wachenhofen, einem Gemeindeteil von Alesheim im mittelfränkischen Landkreis Weißenburg-Gunzenhausen. Sie ist Teil des Pfarrverbunds Theilenhofen (Pfarrkirche St. Agatha) im Evangelisch-Lutherischen Dekanat Gunzenhausen. Das Gebäude ist unter der Denkmalnummer D-5-77-113-17 als Baudenkmal in die Bayerische Denkmalliste eingetragen. Die mittelalterlichen, untertägigen Bestandteile der Kirche sind zusätzlich als Bodendenkmal (Nummer: D-5-6931-0438) eingetragen. Das Patrozinium der Kirche ist der Kirchenvater Sophronius Eusebius Hieronymus.
Das Bauwerk steht innerhalb des Wachenhofener Ortskerns auf einer Höhe von 441 m ü. NHN umgeben von Dorffriedhof. Der Kirchturm beherbergt Fledermäuse und seltene Vogelarten wie Turmfalken und Mauersegler.
Die Saalkirche besitzt einen wohl mittelalterlichen, spätgotischen Chorturm, dessen Obergeschoss im 18. Jahrhundert erbaut wurde. Der Turm wird von einem Spitzhelm gekrönt. Das dreiachsige und von Strebepfeilern gegliederte Langhaus ist neugotisch und wurde nach den Plänen von Wilhelm Langenfaß zwischen 1870 und 1871 erbaut. Die weiter südlich angrenzende Kirchhofmauer stammt aus dem 18. und 19. Jahrhundert. Die Westfassade wurde mit einem Türgewände, einem Fenster mit Wimpergabschluss und einer Fensterrose verziert. Die Kirche orientiert sich an der Inneneinrichtung an der St.-Willibalds-Kirche in Weißenburg. Über dem Altarraum befindet sich ein spätgotisches Sterngewölbe. Von 2017 bis 2020 erfolgte eine Renovierung der Kirche.
Mit 88 Gemeindemitgliedern ist die Kirchengemeinde Wachenhofen die kleinste im Dekanat Gunzenhausen.